# Krilloan
Krilloan är ett tillbehör till rollspelet Drakar och Demoner, utgivet 1991. Krilloan handlar om staden med samma namn, en stor handelsstad belägen vid Ormsjön, söder om Kopparhavet. Eftersom vattnet i sundet mellan Kopparhavet och Ormsjön, "Vägen bort" kallat, strömmar kraftigt åt söder kan man inte segla norrut förrän vindarna är riktigt gynnsamma, vilket inträffar ungefär vartannat eller vart tredje år. I väntan på vinden bidar köpmännen sin tid i den stora staden Krilloan, gör upp affärer, knyter kontakter och förlustar sig. Staden, som tidvis har uppemot 120 000 invånare, är därmed en veritabel smältdegel som drar till sig allehanda äventyrare.
Krilloan var den sista Drakar och Demoner-produkten att levereras i en låda. Innehållet omfattade tre häften i G5-format, 96, 48 resp. 8 sidor, en vikt karta i A2-format och ett 8-sidors introduktionshäfte. Den 96-sidiga kampanjboken innehöll information om Krilloan (geografi, historia, styre, religion, invånare, stadsbild, viktiga spelledarpersoner), den 48-sidiga äventyrsboken innehöll tre delvis sammanhängande äventyr och det 8-sidiga häftet var en kort introduktion till staden.